# Henry Spira
Henry Spira (nascut Henri Spira, 19 de juny de 1927 - 12 de setembre de 1998) és àmpliament reconegut com un dels activistes pels drets dels animals més efectius del segle xx.
Spira és acreditat amb la idea del moviment de protecció animal de la "vergonya reintegrativa", que comporta encoratjar els oponents a canviar treballant amb ells en un esforç per fer-los sentir culpabilitat en comptes de rebutjar-los i vilipendiar-los. Treballant amb Animal Rights Internacional, un grup que va fundar el 1974, Spira és especialment recordar per les seves exitoses campanyes contra l'experimentació amb animals en el Museu Americà d'Història Natural el 1976, on gats eren mutilats per a investigació sexual, i pel seu anunci de pàgina completa en el The New York Times el 1980, famosament mostrant un conill amb esparadrap sobre els ulls que preguntava, Quants conills ha de cegar Revlon en benefici de la bellesa? En un any, Revlon ha donat 750.000 dòlars a una fundació per investigar alternatives a l'experimentació animal, que va ser seguit per les donacions substancials d'Avon, Bristol Meyers, Estée Lauder, Max Factor, Chanel, i Mary Kay Cosmetics que varen conduir a la creació del Center for Alternatives to Animal Testing (Centre per les Alternatives a l'Experimentació amb Animals).
La biografia de Spira ha estat recollida al llibre de Peter Singer Ethics Into Action: Henry Spira and the Animal Rights Movement (1998).

## Vida primerenca
Spira va néixer a Anvers, Bèlgica de Maurice Spira i Margit Spitzer Spira. El pare de Maurice es dedicava al comerç de diamants a Hongria; el seu avi matern havia arribat a convertir-se en el rabí en cap d'Hamburg. La família disposava de comoditat financera, Henri tenia una mainadera i va estudiar en un lycée de parla francesa. Quan tenia deu anys, el seu pare va marxar a Panamà, i la resta de la família es va traslladar a Alemanya a viure amb la família de Margit. Spira es va unir a un grup juvenil jueu i va començar a aprendre hebreu.
El seu pare va tornar per ells el 1938; havia obert una tenda de venda de roba barata i joieria, sobretot per mariners, i Alemanya s'havia tornat menys segura pels jueus. Henry va ser enviat a una escola catòlica romana portada per monges, on les lliçons eren impartides en espanyol, però li disgustava fortament l'enfocament super-religiós de l'escola i fou canviat d'escola quan el seu pare es va quedar sense diners i no va poder continuar pagant les quotes. Va passar l'any següent treballant a la botiga del seu pare.

### Nova York i Ha-Xomer ha-Tsaïr
Quan tenia tretze anys, el desembre de 1940, la família va embarcar cap a Nova York des de l'Havana amb el SS Copiapo. El seu pare va agafar una feina a la indústria del diamant i va llogar un apartament al carrer 104 oest. Henry va ser escolaritzat a l'escola pública. Va continuar estudiant hebreu, pagant ell mateix les lliçons amb feines de vacances, va tenir la seva cerimònia de Bar mitsvà i va començar a portar una quipà.
El 1943, mentre estava a l'escola secundària Stuyvesant, es va relacionar amb Ha-Xomer ha-Tsaïr, un grup sionista d'esquerres, no religiós, que ajudava a preparar els joves jueus per viure a un Quibuts a Palestina. Hi havia colònies d'estiu, on se'ls ensenyava a cultivar, hi havia moltes caminades i lliçons sobre la igualtat d'homes i dones. Peter Singer escriu que l'antimaterialisme i la independència de pensament que Spira va aprendre del seu temps amb Ha-Xomer ha-Tsaïr, on va adoptar el seu nom hebreu, Noah, es varen mantenir amb ell durant la resta de la seva vida. Va decidir marxar de casa quan tenia setze anys, agafant allotjament i una feina a la tarda en un taller mecànic i assistint a l'escola als matins.

### Vida a la marina mercant i l'exercit
Va marxar de Nova York el 1945 per convertir-se en mariner mercant, però va ser inclòs a la llista negra com a risc de seguretat el març de 1952, durant l'era McCarthy, a causa de la seva implicació en la política d'esquerra; la seva presència en un vaixell mercant nord-americà va ser considerada "hostil per a la seguretat del govern dels Estats Units", se li va dir. Més tard, li va dir a Peter Singer: "Vaig pensar que era part del joc: lluita contra el sistema i ells es venjaran de tu".
Va ser reclutat a l'exèrcit dels Estats Units, servint a Berlín el 1953-54. Peter Singer escriu que Spira també va participar en el moviment pels drets civils i va informar sobre l'ascens al poder de Fidel Castro a Cuba per a The Militant, un diari d'esquerra.
Després de dos anys a l'exèrcit, va treballar a la fàbrica de General Motors a Linden, Nova Jersey, a la cadena de muntatge. El 1958 es va graduar com a estudiant adult al Brooklyn College de Nova York, i el 1966 va començar a ensenyar literatura anglesa en un institut de Nova York, ensenyant als estudiants dels guetos.

## Activisme
Spira va contar a The New York Times que la primera vegada que es va interessar en els drets dels animals va ser als inicis dels setanta després d'observar el gat de la seva xicota: "Em vaig començar a preguntar sobre la conveniència d'acariciar un animal mentre clavem el ganivet i la forquilla en un altre."
Una de les majors influències de Spira va ser el llibre de 1973 Peter Singer Animal Liberation.
El 1974, va fundar Animal Rights International (ARI) i el 1976 va dirigir la campanya d'ARI contra la vivisecció de gats al Museu Americà d'Història Natural, que estava investigant l'impacte de certs tipus de mutilacions, inclosa la castració, a la vida sexual dels gats. El museu va parar la investigació el 1977, i la campanya de Spira va ser aclamada com la primera a tenir èxit en parar experiments en animals.
Una altra campanya molt coneguda va tenir com a objectiu l'ús de la prova de Draize del gegant dels cosmètics Revlon, que implicava el goteig de substàncies als ulls dels animals, normalment conills, per determinar si eren o no tòxiques. El 15 d'abril de 1980, Spira i ARI van treure una pàgina sencera al New York Times, amb la capçalera Quants conills ha de cegar Revlon en benefici de la bellesa. Com a resultat d'això, Revlon va començar a investigar alternatives "lliures de crueltat".
Spira va prendre una fotografia d'un primat que havia estat empresonat durant mesos en una cadira de l'Hospital Naval de Bethesda per Black Star Wire Service, que la va enviar per tot el món. Aquesta va ser mostrada a Indira Gandhi, primera ministra de l'India's, que va cancel·lar les exportacions de micos als Estats Units, perquè la fotografia suggeria que l'exèrcit d'aquest país havia estat violant l'acord amb l'Índia d'evitar l'experimentació militar en animals.
Altres campanyes varen tenir com a objectiu el marcatge al rostre del ramat, la indústria de l'aviram, i el gegant del menjar ràpid Kentucky Fried Chicken (amb un anunci que combinava un cub de KFC amb un vàter). Això no obstant, Spira fou un defensor d'un canvi gradual, negociant amb McDonald's, per exemple, unes millors condicions als escorxadors dels seus proveïdors. Va provar ser especialment adepte a emprar com a palanca el poder de les, més grans, organitzacions pel benestar animal, com la Humane Society of the United States, per avançar en les seves campanyes.
Spira va morir de càncer esofàgic el 1998.